# 卡美洛
卡美洛（英國 /ˈkæməlɒt/、美國 /ˈkæməˌlɒt/，又译为卡米洛、卡默洛、卡梅洛、卡姆洛特、卡米洛特）是亚瑟王传说中的宫廷和城堡，最早出现在12世纪的法国浪漫小说中。故事中，卡美洛是亚瑟王朝处于黄金时代的标志，也是它的政治权利中心和亚瑟王最爱的家园。这座金碧辉煌的城堡令四海英雄皆心向往之，无不渴望投奔其中，成为圆桌骑士的一员。由于亚瑟王的父亲尤瑟王曾在国内进行过巫师大屠杀，所以卡美洛是不容邪恶魔法侵犯的圣城。居住在卡美洛王国的主要人物有亚瑟王、摩根勒菲、桂妮薇儿、梅林以及众圆桌骑士。
这些故事将其定位在大不列颠的某个地方，有时还将其与真实的城市联系起来，尽管通常情况下并没有透露其确切位置。大多数学者认为它完全是虚构的，其不明确的地理环境非常适合骑士浪漫主义作家。然而，自从15世纪以来就出现了关于“真正的卡美洛”的位置的争论，至今仍在流行作品和旅游业中不断上演。

## 词源
此名字的来历尚不确定。在中世纪法国的亚瑟的浪漫故事中，它有许多不同的拼法，包括、（有时读作）、 和。亚瑟学者恩斯特·布鲁格认为，这对威尔士传统中亚瑟最后一战——剑栏之战（Battle of Camlann）的遗址的变形。罗杰·谢尔曼·卢米斯认为它是从衍生而来，他认为这个地名是阿瓦隆（Avalon）的翻版（受布列塔尼地名的影响）。他还认为，卡瓦隆之所以成为亚瑟的首都，是因为与亚瑟的另一个传统宫廷卡尔里恩相混淆。
也有人认为是源于英国铁器时代和不列颠尼亚行省的地名卡姆罗多努（Camulodunum），卡姆罗多努是不列颠尼亚行省最早的首都之一，在罗马-不列颠文化中具有重要意义。事实上，专门研究罗马帝国制度和亚罗马英国历史的英国历史学家约翰·莫里斯在《亚瑟时代》（The Age of Arthur）一书中提出，当罗马化的英国人的后裔回望罗马统治下的和平与繁荣的黄金时代时，亚瑟传说中的“卡美洛（Camelot）”这个名字可能指的是罗马时代不列颠尼亚的首都（卡姆罗多努）。然而，克雷蒂安·德·特鲁瓦在哪里会遇到Camulodunum这个名字，以及为什么他会把它译成尚不明确，尽管小乌尔班·T·霍姆斯在1929年认为，克雷蒂安阅读过普林尼的《自然史》第二卷，在那里它被译成Camaloduno。鉴于克雷蒂安众所周知的创造新故事和新人物的倾向，例如他是第一个提到男主人公兰斯洛特与桂妮薇儿王后的爱情的人，这个名字也可能完全是被发明的。

## 中世纪文学
亚瑟在卡美洛的宫廷在克雷蒂安·德·特鲁瓦（法語：Chrétien de Troyes）的诗歌《囚车骑士兰斯洛特》的第34行中首次被提及，该诗可追溯到1170年代，不过它并没有出现在该诗所有的手稿中。在手稿C中，可能实际上包含了对克雷蒂安原文的正确解读。其他手稿将这个名字拼写成（手稿A）、（手稿E）、（手稿G）和（手稿T）等不同的名字。在手稿V中，该名称以及包含该名称的其余段落都没有被找到。在这个故事中，只是顺便提到了宫廷，并没有描述它：
| A un jor d'une Acenssion / Fu venuz de vers Carlion / Li rois Artus et tenu ot / Cort molt riche a Camaalot, / Si riche com au jor estut. | King Arthur, one Ascension Day, had left Caerleon and held a most magnificent court at Camelot with all the splendour appropriate to the day. |
| —Lancelot, le Chevalier de la Charrette                                                                                                   | —由Owen, D. D. R.翻译的英文版本 |

克雷蒂安的诗中没有任何内容表明卡美洛在后来的浪漫小说中的重要程度。对克雷蒂安来说，亚瑟的主要宫廷在威尔士的卡尔里恩；在蒙茅斯的杰弗里的《不列颠诸王史》（拉丁語：Historia regum Britanniae）和后来的文学作品中，这里是国王的主要基地。
直到13世纪的法国散文浪漫小说，包括《兰斯洛特-圣杯》和Post-Vulgate Cycle两部作品，卡美洛才开始取代卡尔里恩，即使在那时，应用于卡美洛的许多描述性细节也来自于杰弗里早期对威尔士小镇的宏大描绘。在这一时期，大多数用英语或威尔士语写成的亚瑟王传奇都没有遵循这一趋势；卡美洛特很少被提及，通常出现在法语的译本中。一个例外是《高文爵士与绿骑士》，该书将亚瑟的宫廷设定在“卡美洛”；然而，在英国，亚瑟的宫廷通常设定在卡尔里恩（Caerleon），或卡莱尔（Carlisle），这通常被认为是法国浪漫小说中的“卡杜尔（Carduel）”。
《兰斯洛特-圣杯》和受它所影响的文字将卡美洛市描绘成位于阿斯托拉特下游的一条河边。它被平原和森林所包围，其宏伟的圣司提反教堂最初是由亚利马太的约瑟之子约瑟夫斯建立的，是亚瑟的圆桌骑士的宗教中心。在那里，亚瑟和桂妮薇儿结婚了，那里有许多国王和骑士的陵墓。在一座强大的城堡里，矗立着梅林和尤瑟·潘德拉贡创建的圆桌；加拉哈德就是在这里征服了危险席，骑士们在这里看到了圣杯的异象，并发誓要找到它。角逐常常在城外的草地上举行。
它不精确的地理位置很适合浪漫故事，因为卡美洛不再是一个字面意义上的地方，而是亚瑟王宫廷和宇宙的的强大象征。还有一座卡玛洛特（Kamaalot），在浪漫小说《佩勒斯瓦乌斯》（Perlesvaus）中作为珀西瓦里的母亲的家。在《帕拉墨得斯》（Palamedes）和其他一些作品中（包括），城堡最终被奸诈的康沃尔国王马克在剑栏之战后入侵洛格雷斯时夷为平地。
15世纪，英国作家托马斯·马洛礼在他的《亚瑟之死》中创作了今天最为人熟悉的卡美洛形象，该作品主要是根据法国的浪漫故事改编的。他坚定地将卡美洛与英格兰的温彻斯特联系在一起，这种辨认在几个世纪以来一直很流行，尽管它被马洛礼自己的编辑威廉·卡克斯頓拒绝了，后者更喜欢威尔士的地点。

## 确切位置的辨认

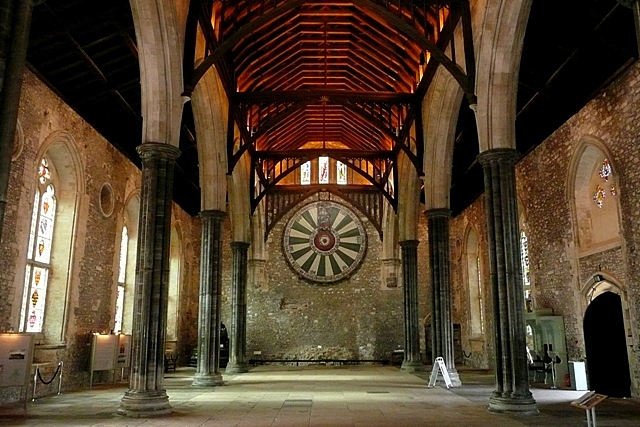
温彻斯特城堡的大堂与13世纪的圆桌的道具

亚瑟学者诺里斯·J·莱西评论称：“卡美洛没有特定的位置，可以是任何地方。”浪漫主义者版本的卡美洛借鉴了亚瑟神话般的宫廷的早期传统。《库尔奇与奥尔温》（Culhwch and Olwen）中的凯利维格也出现在威尔士三题诗中；这种早期的威尔士材料将威尔士最伟大的领袖置于其国界之外。杰弗里（Geoffrey）对卡尔里恩（Caerleon）的描述可能是基于他个人对该镇及其罗马废墟的熟悉程度；在杰弗里之前，卡尔里恩是否与亚瑟有关尚不明确。有几部法国浪漫小说（《佩勒斯瓦乌斯》，以及克雷蒂安的早期浪漫小说，如《埃雷克和埃尼德》和《狮子骑士伊凡》）都描述了亚瑟在“威尔士的卡杜尔（Carduel in Wales）”上朝，这是一个以真实的卡莱尔为原型的北方城市。托马斯·马洛礼将卡美洛认定为温彻斯特，部分原因可能是由于受到温彻斯特历史的启发：它曾是阿尔弗雷德大帝统治下的威塞克斯王国的首都，并以温彻斯特圆桌为荣，这是一件始建于13世纪的工艺品，但被广泛认为是马洛里那个时代的原作。威廉·卡克斯頓否定了该联想，声称卡美洛在威尔士，并且仍然可以看到它的废墟，这可能是指的是凯尔文特的罗马遗迹。
1542年，约翰·利兰报告说，萨默塞特郡的卡德伯里城堡的原名为，周围的当地人认为它是原始的卡美洛。这一理论被后世的古学家所重复，其可能得到了邻近卡德伯里的康河（River Cam）以及卡姆尔皇后村和西卡姆尔村的支持，或可能来源于此，并且仍然很受欢迎，有助于激发20世纪的大规模考古挖掘。这些挖掘工作由考古学家莱斯利·阿尔科克（Leslie Alcock）于1966-1970年领导，被命名为“Cadbury-Camelot”，赢得了许多媒体的关注。挖掘结果显示，该遗址似乎早在公元前4千年就已被占领，并在约470年被一位布立吞人的统治者及其战队重新加固和占领，这个中世纪早期的殖民一直持续到580年左右。这些作品是迄今为止最大的已知防御工事，其中有代表着广泛的贸易的地中海文物，也有撒克逊人的文物。卡美洛这个名字的使用和杰弗里·阿什的支持使这些发现被大量宣传，但阿尔科克本人后来对所谓的亚瑟王与该遗址的联系感到尴尬。根据大卫·邓维尔的论点，阿尔科克认为这个遗址太晚了，而且太不确定了，不可能成为一个可靠的卡美洛。尽管如此，卡德伯里仍然被广泛地与卡美洛联系在一起。
英国还有其他地名与有关的地方，如康沃尔郡的卡姆尔福德（Camelford），位于River Camel的下游，该地区与卡美洛和卡姆兰的联系只是推测。

## 现代文化
卡美洛的象征意义给丁尼生留下了深刻的印象，以至于他写了一篇关于城堡的散文，作为他处理传说的最早尝试之一。现代故事通常保留了卡米洛特缺乏精确的位置，以及它作为亚瑟世界象征的地位，尽管他们通常将城堡本身转化为中世纪中期宫殿的浪漫奢华景象。一些现代亚瑟王小说的“现实主义”派的作家尝试将卡美洛显得更加合乎情理。受阿尔科克的“Cadbury-Camelot”挖掘的启发，一些作家如玛丽昂·齐默·布拉德利和玛丽·史都华将他们的小说中的卡美洛放设定在那个地方，并相应地进行描述。
卡美洛音乐剧使用了卡美洛的名字，这部音乐剧被改编成了一部同名电影，将塞戈维亚省的科卡的堡作为卡美洛。一般关于亚瑟的电视连续剧《圣城风云》（Camelot）也是以这座城堡命名的，其他一些作品包括电子游戏《卡美洛》和漫画系列《卡美洛 3000》也是如此。法国电视连续剧Kaamelott呈现了亚瑟王传奇的幽默另类版本；卡米洛特主题公园是一个现已废弃的亚瑟王主题公园度假村，位于英国兰开夏郡。

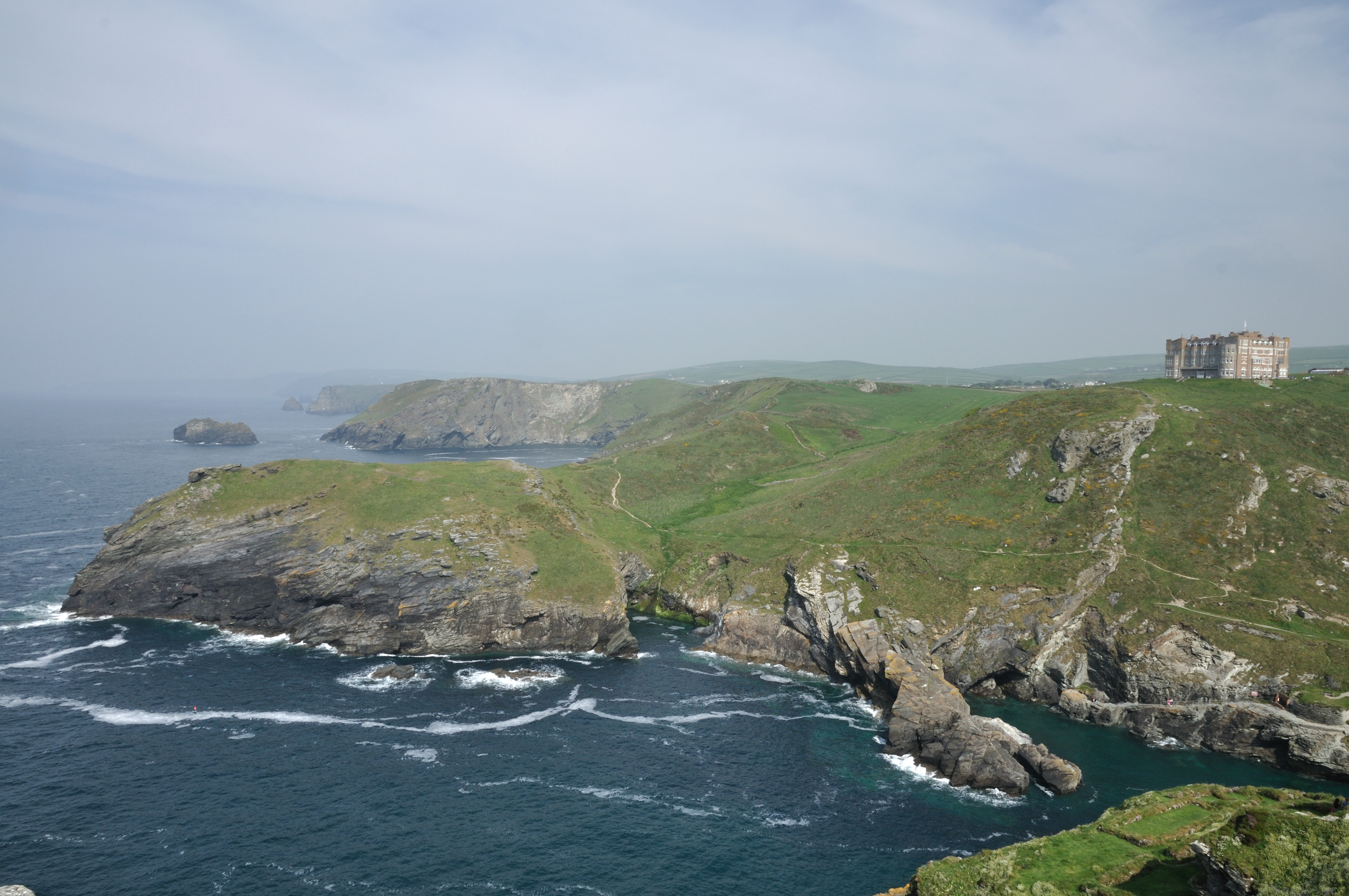
卡美洛城堡酒店（廷塔哲城堡视角）设有温彻斯特圆桌的复制品

在美国语境中，卡美洛指的是约翰·肯尼迪的总统任期。在1963年的一次《生活》杂志的采访中，他的遗孀杰奎琳引用了勒纳和罗威音乐剧中的一句台词来形容肯尼迪时代的白宫：“不要让它被遗忘，曾经有一个地方，在短暂的光辉时刻，被称为卡美洛。”她表示，这是肯尼迪最喜欢的音乐剧歌词之一，并补充道：“还会有伟大的总统，但再也不会有另一个卡美洛了……永远不会再有那样的事了。”

## 注脚

### 引用文献
1. 1 2  Loomis, Roger Sherman. . New York: NY Columbia University Press. 1961: 480. ISBN 0-2318-7865-6. OCLC 1104924634 （英语）.
2. ↑  Sommer, Heinrich Oskar. . Washington: Carnegie Institution. 1916: 19. OCLC 1080825796 （英语）.
3. ↑  Brugger, Ernst. . Zeitschrift für französische Sprache und Literatur. Vol. 28. 1905: 1–71  [2020-07-24]. （原始内容存档于2020-07-24） （德语）. 参数|journal=与模板{{cite magazine}}不匹配（建议改用{{cite journal}}或|magazine=） (帮助)
4. ↑  Nitze, William Albert; Atkinson Jenkins, Thomas. . Chicago: University of Chicago Press. 1937: 196 （法语）.
5. 1 2 3 4 5 6  Lacy 1991，第66–67頁，New York & London.
6. ↑  . University of Rochester.   [2020-07-29]. （原始内容存档于2021-01-15）.
7. ↑  Wolfgang, Lenora D.  (PDF). Reading Medieval Studies (University of Reading). 1991, XVII: 11–12  [2020-07-29]. ISBN 978-0704904415. （原始内容存档 (PDF)于2020-12-06）.
8. ↑  Uitti, K. D. . The University of Chicago Library. vv. 31–35.   [2020-07-29]. （原始内容存档于2010-01-01）.
9. ↑  Chrétien de Troyes. . 由Owen, D. D. R.翻译. London: Dent. 1987: 185. ISBN 0460116983.
10. 1 2  Lacy 1991，第66–67頁.
11. ↑  Sir Gawain and the Green Knight, line 37.
12. ↑  Ashley 2005，第612-613頁.
13. ↑  Lupack, Alan. . d.lib.rochester.edu. University of Rochester.   [2020-07-29]. （原始内容存档于2020-11-28）.
14. ↑  . celtic-twilight.com.   [2020-07-29]. （原始内容存档于2015-01-02）.
15. 1 2  Malory, Le Morte d'Arthur, p. xvii.
16. ↑  Phelps, W. .  II. London. 1936: 118  [2020-08-04]. （原始内容存档于2020-07-27） （英语）.
17. 1 2 3 4  Lacy 1991，第455–458頁.
18. ↑  Historic England. . National Heritage List for England.   [2020-08-04].
19. ↑  Alcock, Leslie. . London: Thames and Hudson. 1972. ISBN 0-8128-1505-X.
20. ↑  Alcock, Leslie. . Harmondsworth: Pelican. 1973. ISBN 0-14-021396-1.
21. ↑  Tabor, Richard.  . Stroud: The History Press. 2008: 169–172. ISBN 978-0-7524-4715-5.
22. ↑  Alcock & al.
23. ↑  . cornwalls.co.uk.   [2020-08-04]. （原始内容存档于2020-11-30）.
24. ↑  Lacy 1991，第446–449頁.
25. ↑  . Medieval Afterlives in Contemporary Culture （英语）.
26. ↑  Jacqueline Kennedy, interview with Theodore H. White, Life, 1963-12-06.